# Fallvind

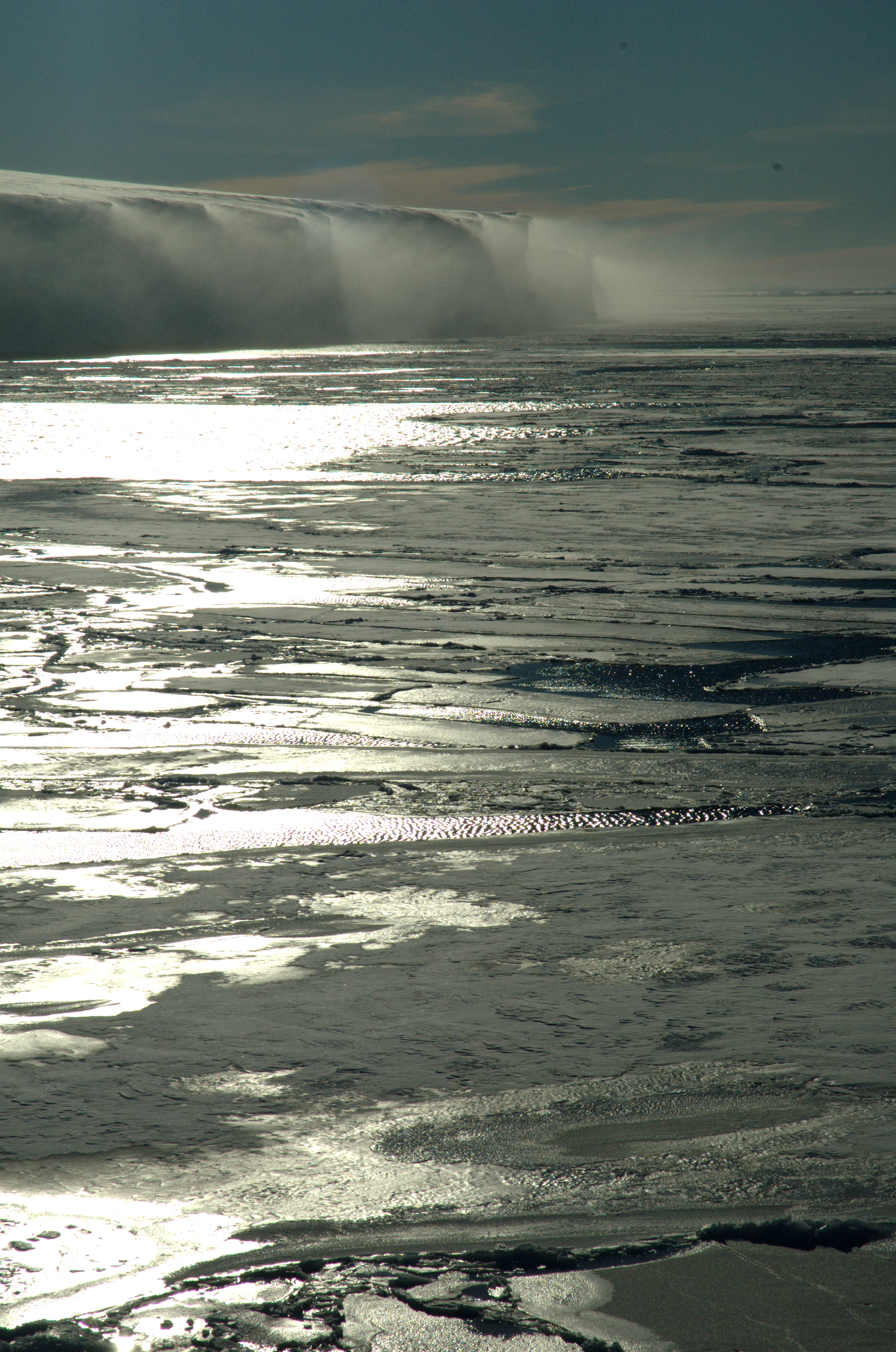
En katabatisk vind blåser ut från en shelfis i Antarktis.

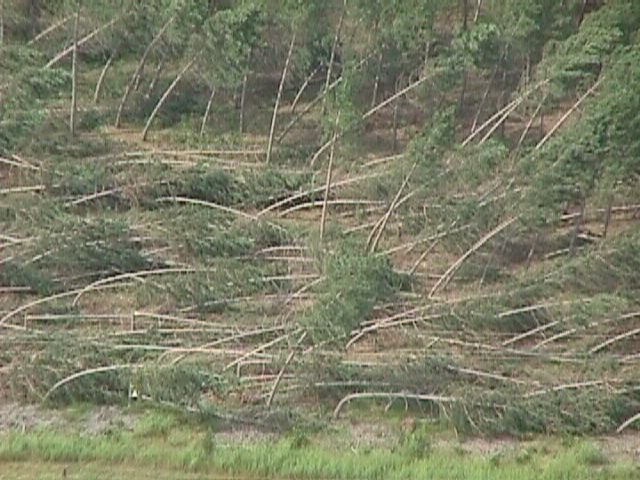
När träd faller som en effekt av fallvindar ligger de åt samma håll. Detta till skillnad mot om det är en tromb som orsakt trädfällningen, då ligger träden åt olika håll.

En fallvind är en vind som skapas av nederbördskyld luft som är riktad mot marken men efter att den träffar marken sprids utåt i alla riktningar.
Det finns två huvudsakliga former av fallvindar, dels katabatiska fallvindar, som uppstår när kall luft över en glaciär eller en bergskedja strömmar ner över lägre liggande områden, dels fallvindar ur moln.

## Katabatiska fallvindar
Katabatisk vind (av grekiskans katabatikos som betyder "går nerför") är en vind som med hjälp av gravitationen för luft med högre densitet nedför en sluttning. Det motsatta, en vind som blåser uppför en sluttning, kallas anabatisk vind. Katabatisk vind kallas ibland för fallvind, men fallvind används även för vind som uppstår i samband med nederbörd från ett moln (se nedan).
Katabatiska vindar uppstår till exempel över glaciärområden över vilken luften kyls och därmed ökar i densitet. När luften sätts i rörelse och börjar rinna ner från glaciären kan mycket stora vindhastigheter uppstå. Piteraq är ett exempel på en sådan vind. Det svenska vindrekordet, 81 meter per sekund, kommer från en sådan vind, uppmätt den 20 december 1992 vid Tarfala forskningsstation.

## Fallvindar ur moln
Fallvindarna uppstår under mognadsfasen för ett enstaka åskmoln (ett bymoln). Mognadsfasen skapar nederbörd, vilken drar med sig luften och bildar en kall nedåtriktad kraftig luftström. Luftströmmen sprids vågrätt utåt i alla riktningar från molnet, ungefär som en dom i marknära skikt. Storleken på fallvindsområdet följer i stort molnets utsträckning, vanligen från någon kilometer till ca 10 kilometer. Vinden kan nå orkanstyrka och skapa ödeläggelse. Den nedåtriktade luftströmmen skapar en vertikal vindskjuvning som är farlig för flygtrafik.
När en fallvind är så kraftig att till exempel träd knäcks och tak skadas förväxlas lätt detta fenomen med tromber. Även om båda fenomenen uppträder i samband med kraftiga bymoln är de olika väderfenomen.